# La Sainte Famille au papillon
La Sainte Famille au papillon, également connue sous le nom de La Sainte Famille à l'éphémère, La Sainte Famille au criquet, La Sainte Famille à la libellule ou encore La Vierge à la libellule est une gravure au burin (23,7 × 18,5 cm) de l'artiste allemand Albrecht Dürer (1471-1528) datant d'environ 1495. Elle est assez petite et comporte de nombreux détails complexes. Image très populaire, copiée par d'autres graveurs dans les cinq ans suivant sa création, on la trouve dans la plupart des importants cabinets des estampes, dont le musée d'Art d'Indianapolis et la Royal Collection britannique.

## Description
La Sainte Famille au papillon est une des premières gravures de Dürer. Elle représente à la fois la Sainte Famille et la Sainte Trinité : dans un espace délimité par un mur (symbole marial médiéval de l' hortus conclusus), la Vierge Marie est assise sur un banc d'herbes tenant Jésus, tandis que Joseph dort allongé par terre à côté d'eux ; elle soulève l'Enfant et le regarde tendrement. En correspondance de la Vierge avec l'Enfant, Dieu le Père et le Saint-Esprit sous la forme de  la colombe de la paix regardent depuis les nuages. Dans le coin inférieur droit se trouve un insecte fréquemment identifié comme une libellule. Cependant, Dürer l'a peut-être conçu comme un papillon, une créature dont le cycle de vie transformateur en fait un symbole parfait de résurrection et de rédemption. Au-delà de l'enceinte à la porte fermée s'étend un vaste paysage marin encadré de montagnes. L'abondance de textures magnifiquement rendues dans le paysage richement détaillé montre à quel point Dürer maîtrise l'art de la gravure.

## Histoire

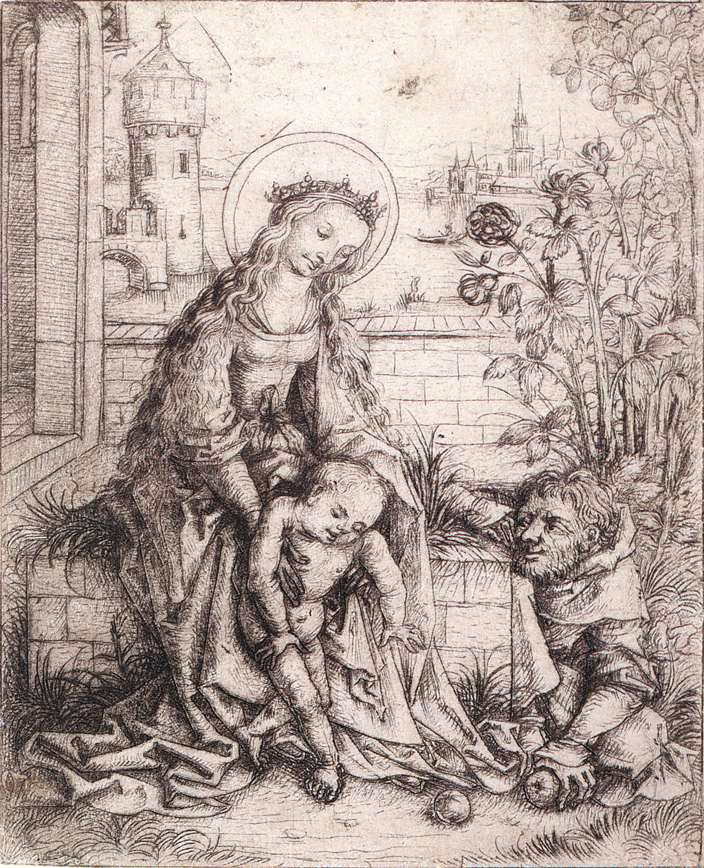
Maître du Cabinet d'Amsterdam, La Sainte Famille au rosier.

La date exacte de création n'est pas connue. Il s'agit peut-être d'une pièce d'imitation datant de son apprentissage, une copie d'un maître plus ancien tel que Martin Schongauer. La forme précise du monogramme de Dürer ressemble le plus aux œuvres datées de 1494-95, et la présence d'une gondole à l'arrière-plan la place après son voyage de 1494 à Venise. C'est la première estampe sur laquelle Dürer appose son monogramme, et la seule où le D est en minuscule. En y apposant sa marque, il revendique la paternité de l'œuvre, contrairement aux nombreux artistes anonymes de son époque. Cet acte de propriété n'offre cependant aucune protection, car sa renommée internationale en tant que génie artistique fait que des copies paraissent dans toute l'Italie et l'Allemagne vers 1500.
Il s'agit du premier burin que Dürer consacre au thème de la Vierge à l'Enfant dans un paysage, qui deviendra un véritable leitmotiv de son œuvre, avec pas moins de onze burins sur le sujet.
Le thème de la Sainte Famille a probablement été inspiré par une gravure de l'artiste connu sous le nom de « Maître du Livre de Raison » ou « Maître du Cabinet d'Amsterdam ».
Dans l'Allemagne de Dürer, Marie et Jésus sont ancrés et humains, ce qui les rend très sympathiques aux simples mortels ; les scènes tendres comme celle-ci sont extrêmement populaires. Dürer a fait de nombreuses estampes de ce thème pour être vendues dans les magasins et par des colporteurs afin que les fidèles puissent les coller dans des livres ou les fixer aux murs comme objets de dévotion.
Sans doute gravée peu après le voyage de formation de Dürer dans la vallée du Rhin, l'œuvre témoigne de la diversité des influences nordiques qui ont nourri le jeune artiste, à tel point qu'Erwin Panofsky la qualifia de « synthèse entre la Maître du Cabinet d'Amsterdam et Schongauer ». A cet égard, il parait assuré que Dürer avait connaissance de La Sainte Famille au rosier du premier.

## Iconographie
Dürer combine ici deux iconographies bien établies, celle du repos durant la fuite en Égypte et celle de la Vierge dans un jardin clos, dont le muret situé derrière le banc constitue une réminiscence. L'œuvre s'inscrit dans la continuité de réflexions qui habitent Dürer depuis quelques années déjà. Elle propose ainsi une formule à mi-chemin entre La Sainte Famille d'Erlangen dessinée en 1491, et celle de Berlin, dessinée en 1492-1492. De la première, Dürer reprend le motif de l'Enfant agrippé au cou de la vierge et s'approchant de son visage, et de la seconde, le paysage ainsi que la figure d'un Joseph âgé et accablé, assis par terre derrière le banc de gazon sur lequel il s'accoude.

## Style
Le lien profond entre les personnages et le paysage en arrière-plan est l'élément qui, dès le début, a rendu les œuvres graphiques de Dürer célèbres au-delà des frontières allemandes. En revanche, le jeu des plis de la très riche robe de Marie montre combien son art se réfère encore à la tradition gothique tardive allemande, alors qu'il ne reste encore aucune trace de l'expérience de son séjour en Italie.
A l'instar de Schongauer, qu'il avait choisi comme modèle, Dürer signe la feuille dans la marge inférieure d'une première version de son monogramme avec des lettres qui semblent gothiques.

## Insecte

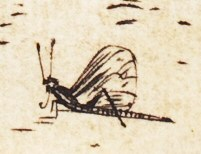
Détail de l'insecte dans La Sainte Famille au papillon.

Le type d'insecte représenté par Dürer n'est pas clair. Alors qu'il est communément désigné comme une libellule (odonata), Kate Heard et Lucy Whitaker dans leur livre The Northern Renaissance. Dürer à Holbein (2011) suggèrent qu'il peut être vu comme un papillon (lepidoptera). Elles expliquent que la transformation familière du papillon de chenille en adulte ailé était un symbole de résurrection et de rédemption de l'âme, faisant référence à l'Enfant Christ dans les bras de la Vierge. L'insecte a également été considéré comme une sauterelle (acrididae) ou une mante religieuse, avec la signification symbolique changée en conséquence par rapport à la Vierge.

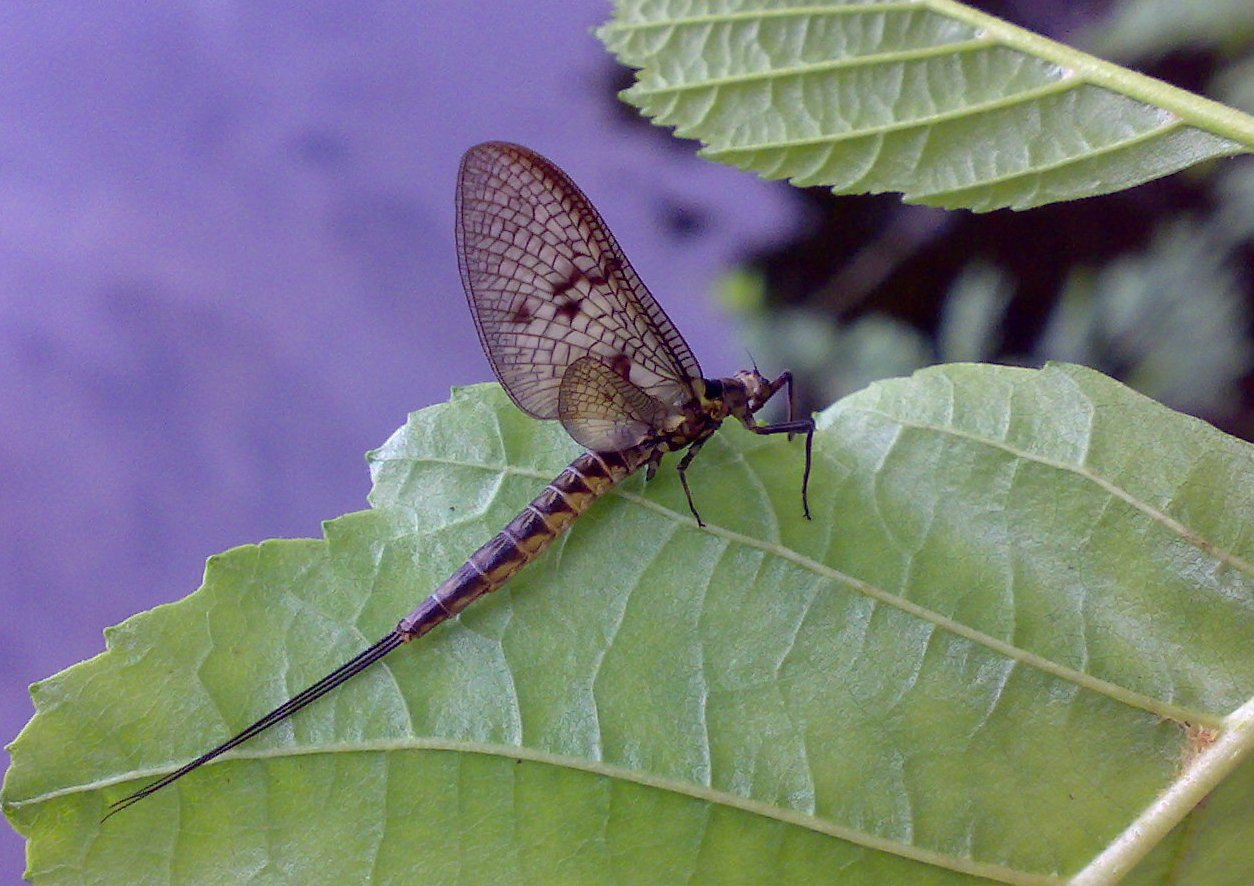
Ephémère européen commun, ephemera vulgata.

Une gravure similaire à la National Gallery of Art de Washington est nommée La Sainte Famille à l'éphémère, identifiant l'insecte comme un éphémère (ephemeroptera). Les critiques Larry Silver et Pamela H. Smith écrivent que l'image fournit « un lien explicite entre le ciel et la terre ... pour suggérer une résonance cosmique entre sacré et profane, céleste et terrestre, macrocosme et microcosme ».

## Diffusion
L'œuvre, qui devait répondre aux demandes d'un marché avide d'images de dévotion, fut copiée à la fois par Marcantonio Raimondi et par Israhel van Meckenem, qui reproduisit outre celui-ci, trois autres burins de Dürer, en contrepartie, Les Amants et la Mort, Les Quatre Sorcières et La Petite Fortune. La copie de Meckenem est fidèle tant par son format que par son dessin, la différence principale tenant à l'inversion du sens de lecture. Quelques variantes peuvent être décelées, comme le bateau devant le pont qui manque dans la version d'Israhel van Meckenem. Le copiste échoue à rendre l'essence de la composition de Dürer, qui livre, pour sa part, une scène pleine de douceur et d'humanité.

## Collections
- Musée d'Art d'Indianapolis (États-Unis) [1]
- Royal Collection (Royaume-Uni)
- National Gallery of Art [6]
- Rijksmuseum Amsterdam (n° inv. RP-P-OB-1204) [8]